# 제2회 대종상
제2회 대종상의 시상식에 관한 내용이다.

## 수상 및 후보

### 최우수작품상
- 열녀문 - 신필름 수상

### 감독상
- 아낌없이 주련다 - 유현목 수상

### 시나리오상
- 열녀문 - 김강윤 수상

### 남우주연상
- 열녀문 - 신영균 수상

### 여우주연상
- 새댁 - 도금봉 수상

### 남우조연상
- 진시황제와 만리장성 - 박노식 수상

### 여우조연상
- 새댁 - 황정순 수상

### 촬영상
- 무정 - 정해준 수상

### 편집상
- 열녀문 - 김영희 수상

### 조명상
- 아낌없이 주련다 - 박진수 수상

### 음악상
- 지옥문 - 정윤주 수상

### 미술상
- 아낌없이 주련다 - 이봉선 수상

### 특별장려상
- 지옥문 - 해성영화사 수상

### 문화영화작품상
- 국립영화제작소 수상

### 녹음상
- 지옥문 - 이경순 수상

### 공로상
- 미공보원 수상

### 신인상
- 빼앗긴 일요일 - 전우열 수상